# Арцишевский, Христофор
Христофор Арцишевский (пол. Krzysztof Arciszewski; 1592—1656) — известный полководец XVII века, польский шляхтич герба Правдзиц, голландский генерал и генерал артиллерии коронной Речи Посполитой (1646—1650).

## Биография
Христофор Арцишевский родился 9 декабря 1592 года в городе Рогалине (Rogalin) в Познанском повяте в польской кальвинистской семье.
Воспитывался при дворе князя Христофора Радзивилла, но уже в 1622 году был вынужден бежать из Польши, где был приговорён к инфамии и изгнанию за убийство (он вместе с братом убил юриста Ярузеля Бжезницкого, которого обвинял в разорении своей семьи).
При помощи Радзивилла Арцишевский уехал в Голландию и поселился сперва в Гааге, вступил там в военную службу, посещал Лейденский университет. Отправившись во Францию, был при осаде Ла-Рошели и в 1630 году, как голландский офицер, отправился в голландскую Бразилию сражаться против испанцев и португальцев. Его боевые заслуги в 1638 году были отмечены чином генерала и назначением Христофора Арцишевского главным начальником всей артиллерии. Однако, вследствие конфликта с главнокомандующим Арцишевский подал в отставку.
Его подвиги в Новом Свете уже были известны и на Родине и новый польский король Владислав IV, позвал его возглавить всю артиллерию страны, пообещав прекратить преследования со стороны судебной системы. Военачальник охотно принял приглашение и оказал огромные услуги польской армии, введя везде подобающий порядок и дисциплину. В царствование Иоанна Казимира, во время войны с Богданом Хмельницким, Арцишевский защищал Львов и укреплял Збараж.
Христофор Арцишевский скончался 7 апреля 1656 под Гданьском и был похоронен в кальвинистской церкви города Лешно.
Его брат — Иллия Арцишевский — также был офицером; в качестве военного инженера руководил постройкой моста через реку Днепр.